# Landkreis Cuxhaven
Der Landkreis Cuxhaven ist, gemessen an seiner Fläche, einer der größten Landkreise Niedersachsens und einer der größeren in Deutschland. Er ist der nördlichste Landkreis Niedersachsens und grenzt an die Nordsee. Mit einer Einwohnerdichte von etwa 97 Einwohnern pro Quadratkilometer liegt der Landkreis unter der Hälfte des Bundesdurchschnitts.

## Geografie

### Lage
Seine Lage im Verhältnis zum restlichen Deutschland charakterisiert sich als eine Randlage, die durch die natürlichen Grenzen in der Elbe- und Wesermündung zu den benachbarten Gebieten verstärkt wird. Die Kreisstadt Cuxhaven stellt in diesem Gebiet dann noch einmal einen Punkt in Randlage dar.
Der Landkreis gehört sowohl zur Metropolregion Nordwest als auch zur Metropolregion Hamburg, wobei der Altkreis Land Hadeln mit der Stadt Cuxhaven eher nach Hamburg, der Altkreis Wesermünde unter anderem durch die direkte Autobahnverbindung A 27 eher nach Bremerhaven/Bremen tendiert.

### Gliederung

#### Gemeinden
(Einwohner am 31. Dezember 2024)
Einheitsgemeinden
1. Beverstedt (13.354)
2. Cuxhaven, Kreisstadt, große selbständige Stadt (49.697)
3. Geestland, Stadt, selbständige Gemeinde [Sitz: Langen] (31.093)
4. Hagen im Bremischen (10.705)
5. Loxstedt (16.012)
6. Schiffdorf (14.598)
7. Wurster Nordseeküste [Sitz: Dorum] (16.769)

Samtgemeinden mit ihren Mitgliedsgemeinden
* Sitz der Samtgemeindeverwaltung
- 1. Samtgemeinde Börde Lamstedt (5.949)

1. Armstorf (689)
2. Hollnseth (844)
3. Lamstedt * (3.317)
4. Mittelstenahe (580)
5. Stinstedt (519)

- 2. Samtgemeinde Hemmoor (14.101)

1. Hechthausen (3.669)
2. Hemmoor, Stadt * (8.709)
3. Osten (1.723)

- 3. Samtgemeinde Land Hadeln (26.564)

1. Belum (782)
2. Bülkau (824)
3. Cadenberge (3.917)
4. Ihlienworth (1.527)
5. Neuenkirchen (1.326)
6. Neuhaus (Oste), Flecken (1.069)
7. Nordleda (950)
8. Oberndorf (1.367)
9. Odisheim (461)
10. Osterbruch (467)
11. Otterndorf, Stadt * (7.515)
12. Steinau (803)
13. Wanna (2.249)
14. Wingst (3.307)

#### Ehemalige Gemeinden
Die folgende Liste enthält alle ehemaligen Gemeinden, die dem Landkreis Cuxhaven seit 1977 angehörten mit den Daten ihrer Eingemeindungen.
| Gemeinde      | eingemeindet nach    | Datum der Eingemeindung |
| ------------- | -------------------- | ----------------------- |
| Appeln        | Beverstedt           | 1. November 2011        |
| Bad Bederkesa | Geestland            | 1. Januar 2015          |
| Bokel         | Beverstedt           | 1. November 2011        |
| Bramstedt     | Hagen im Bremischen  | 1. Januar 2014          |
| Cappel        | Wurster Nordseeküste | 1. Januar 2015          |
| Dorum         | Wurster Nordseeküste | 1. Januar 2015          |
| Drangstedt    | Geestland            | 1. Januar 2015          |
| Driftsethe    | Hagen im Bremischen  | 1. Januar 2014          |
| Elmlohe       | Geestland            | 1. Januar 2015          |
| Flögeln       | Geestland            | 1. Januar 2015          |
| Frelsdorf     | Beverstedt           | 1. November 2011        |
| Geversdorf    | Cadenberge           | 1. November 2016        |
| Heerstedt     | Beverstedt           | 1. November 2011        |
| Hollen        | Beverstedt           | 1. November 2011        |
| Kirchwistedt  | Beverstedt           | 1. November 2011        |
| Köhlen        | Geestland            | 1. Januar 2015          |

| Gemeinde     | eingemeindet nach    | Datum der Eingemeindung |
| ------------ | -------------------- | ----------------------- |
| Kührstedt    | Geestland            | 1. Januar 2015          |
| Langen       | Geestland            | 1. Januar 2015          |
| Lintig       | Geestland            | 1. Januar 2015          |
| Lunestedt    | Beverstedt           | 1. November 2011        |
| Midlum       | Wurster Nordseeküste | 1. Januar 2015          |
| Misselwarden | Wurster Nordseeküste | 1. Januar 2015          |
| Mulsum       | Wurster Nordseeküste | 1. Januar 2015          |
| Nordholz     | Wurster Nordseeküste | 1. Januar 2015          |
| Padingbüttel | Wurster Nordseeküste | 1. Januar 2015          |
| Ringstedt    | Geestland            | 1. Januar 2015          |
| Sandstedt    | Hagen im Bremischen  | 1. Januar 2014          |
| Stubben      | Beverstedt           | 1. November 2011        |
| Uthlede      | Hagen im Bremischen  | 1. Januar 2014          |
| Wremen       | Wurster Nordseeküste | 1. Januar 2015          |
| Wulsbüttel   | Hagen im Bremischen  | 1. Januar 2014          |

### Nachbarkreise
Im Mündungsgebiet der Weser in die Nordsee ragt das Gebiet der kreisfreien Seestadt Bremerhaven (Land Bremen) in das Kreisgebiet. Die Küstenlinie verläuft in nördlicher Richtung bis Cuxhaven, dort grenzt der Landkreis Cuxhaven an die zu Hamburg gehörende Insel Neuwerk. Ab dort bildet die Elbe in östlicher Richtung bis zur Grenze mit dem Landkreis Stade eine natürliche Grenze. Weitere benachbarte Landkreise sind im Uhrzeigersinn die Landkreise Rotenburg (Wümme), Osterholz und – westlich der Weser – Wesermarsch.

### Bodenverhältnisse und Geologie
Den Untergrund im Gebiet des Landkreises bilden im Wesentlichen die Moränen und Schmelzwasserablagerungen der Saaleeiszeit, der vorletzten Vereisungsperiode des Pleistozäns. Diese formen die sandigen Rücken der Geest mit ihren typischen Findlingen aus Granit und Gneis, wie die Nord-Süd verlaufenden Höhenzüge der Wingst und des Westerberges, sowie der Hohen Lieth (Wurster Heide). Die Endmoränen der letzten Vereisung (Weichseleiszeit) haben das Gebiet nicht mehr erreicht. Deshalb sind die Geländeformen hier sehr viel sanfter und flacher, als z. B. in der „Holsteinischen Schweiz“.
Abgesehen von kleinen, umgelagerten Sedimentresten aus dem Tertiär und elstereiszeitlichem „Lauenburger Ton“, finden sich nur noch bei Hemmoor ältere Gesteine: die weiße „Schreibkreide“ aus der geologischen Formation Kreide. Es handelt sich um dieselben Schichten, die auch die berühmten Kreidekliffs auf Rügen bilden. Bis zur Schließung des Werks in Hemmoor wurden diese Gesteine zur Produktion von Portland-Zement abgebaut.
Mit Beginn des Holozäns erfolgte durch das Abschmelzen der Gletscher ein deutlicher Meeresspiegel-Anstieg. Die küstennahen Niederungen wurden überflutet; in den Senken im Landesinneren, wie den Niederungen der Geeste, Lune und Drepte, bildeten sich wegen des gleichzeitig ansteigenden Grundwasserspiegels die ersten Niedermoore.
In der Hadler Bucht und in der Wesermündung formten sich nun ausgedehnte Wattflächen. Jedes Mal, wenn das Watt überspült wurde, fielen die im Seewasser mitgeführten Schwebstoffe aus und lagerten sich nach und nach in leicht erhöhten Marren, oder Platen ab. Aus diesen sandigen Schlickbänken bildeten sich die heutigen „Hochländer“, die Seemarschen Land Hadeln, Land Wursten und Landwürden. Die Unterläufe der heutigen Flüsse Medem und Oste entwickelten sich aus Prielen im Watt.

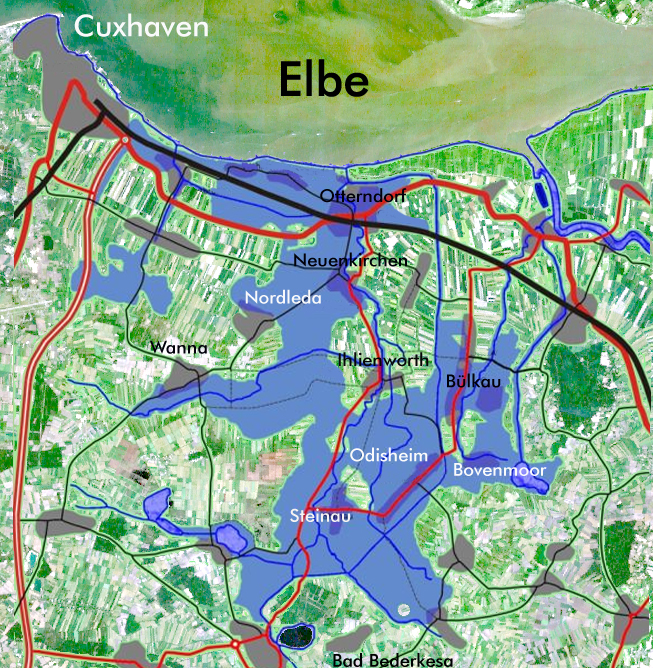
Betroffenes Gebiet bei einer „kleinen“ Sturmflut von nur 4,50 m bei einem Deichbruch am Glameyer-Stack, Otterndorf.

In den Randgebieten zur Geest, die durch die Marren von der offenen See abgeschnitten waren, bildeten sich jedoch nur Brackwasser- und Flussmarschen, die heutigen „Sietländer“ (von niederdeutsch: siet = niedrig), später auch Niedermoore.
In Niederungen mit besonders ungünstigen Abflussverhältnissen kam es sogar zur Bildung von Hochmooren, wie Ahlenmoor, Langes Moor, Hymenmoor und Königsmoor, mit Torfmächtigkeiten von zwei bis sechs Metern, stellenweise sogar bis zu acht Metern. Erst durch die neuzeitliche Kultivierung und Entwässerung wurde das Moorwachstum gestoppt. Die Torfmoose wurden zunächst durch Heide und Zwergsträucher verdrängt, diese dann durch Pfeifengras und Birken. Besonders im Ahlenmoor bemüht man sich heute aber wieder um die Wiedervernässung und Renaturierung der Moorflächen.
Abgesehen von anderen Gebieten an der deutschen Nordseeküste findet sich eine ähnliche Verbindung von so unterschiedlichen Landschaften, wie Watt, Marsch, Moor und Geest nur noch im Wash an der Küste von Lincolnshire und Norfolk (Großbritannien).
Die Lage an Elbmündung und zur Nordsee bringen die Gefahr mit sich, dass im Falle eines Deichbruchs bei einer Sturmflut das häufig nur wenig über dem Meeresspiegel liegende Kreisgebiet zu weiten Teilen überflutet werden würde. Ein mögliches Szenario für das Land Hadeln wird im Artikel Glameyer-Stack beschrieben.

### Großstädtische Einzugsbereiche
Der ländlich strukturierte Landkreis Cuxhaven besteht aus dem eher nach Hamburg ausgerichteten Altkreis Land Hadeln und dem eher nach Bremerhaven und Bremen ausgerichteten Altkreis Wesermünde. Um dieser unterschiedlichen Ausrichtung Rechnung zu tragen, ist er sowohl Teil der Metropolregion Hamburg als auch der Metropolregion Nordwest.

### Historische und institutionelle Einzugsbereiche
Bezogen auf die historische Entwicklung gehört der Landkreis Cuxhaven größtenteils zum früheren Territorium Bremen-Verden, das sich über das Elbe-Weser-Dreieck erstreckte. Zu diesem gehören neben dem Landkreis Cuxhaven die heutigen Landkreise Osterholz, Rotenburg (Wümme), Stade und Verden. Viele Einzugsbereiche kirchlicher, kultureller, gesellschaftlicher oder sozialer Institutionen wie Handelskammer, evangelischer Kirchensprengel, Landschaftsverband und andere orientieren sich bis heute an den Grenzen dieses historischen Gebietes. Das Territorium Bremen-Verden bildete später mit der Landdrostei Stade und dem Regierungsbezirk Stade eine Kontinuität. Letzterer ging 1978 im seit 2004 ebenfalls nicht mehr existierenden vergrößerten Regierungsbezirk Lüneburg auf. Die Stadt Cuxhaven gehörte historisch zu Hamburg, während das Land Hadeln einen eigenständigen Bereich bildete. Beide gingen ebenfalls letztlich im alten Regierungsbezirk Stade auf.

## Geschichte
- Zur Geschichte der Region vor 1866 → siehe auch: Geschichte von Hadeln und Wursten
- Zur Geschichte der Region nach 1885 → siehe auch: Geschichte des Landkreises Cuxhaven

Der Landkreis Cuxhaven wurde 1977 aus der ehemals kreisfreien Stadt Cuxhaven sowie den Landkreisen Land Hadeln und Wesermünde gebildet.

### Verwaltungsreformen
Innerhalb des Landkreises kam es in den vergangenen Jahren zu Kommunalreformen. Weitere Reformen sind geplant. So kam es zu Fusionen der Samtgemeinden Hadeln und Sietland. 2011 wurde die Samtgemeinde Beverstedt in eine Einheitsgemeinde umgewandelt, 2014 erfolgte die Umwandlung der Samtgemeinde Hagen in eine Einheitsgemeinde. 2015 wurden die Fusion der Samtgemeinde Bederkesa mit der Stadt Langen zur Stadt Geestland und die Fusion der Samtgemeinde Land Wursten mit der Gemeinde Nordholz zur Einheitsgemeinde Wurster Nordseeküste umgesetzt. 2016 wurden die Fusion der Samtgemeinden Am Dobrock und Land Hadeln sowie der Zusammenschluss von Geversdorf und Cadenberge vollzogen.

### Einwohnerstatistik

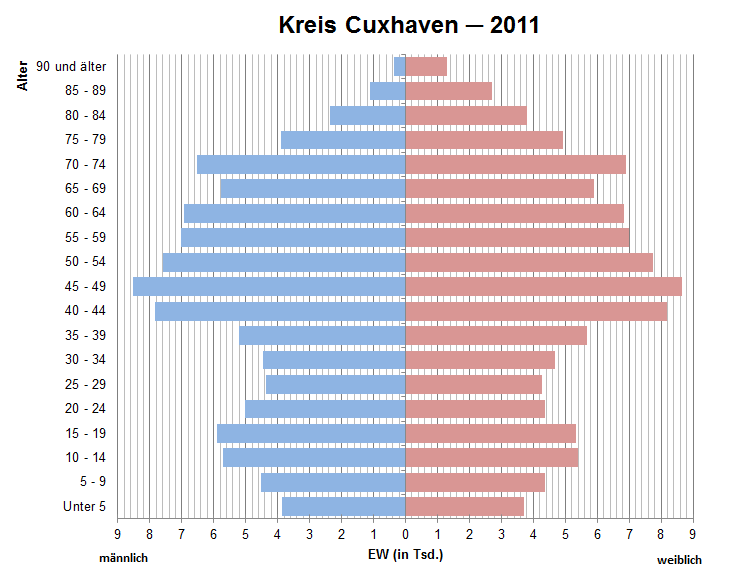
Bevölkerungspyramide für den Kreis Cuxhaven (Datenquelle: Zensus 2011.)

| Datum | Einwohner |
| ----- | --------- |
| 1977  | 192.201   |
| 1987  | 189.702   |
| 1992  | 194.964   |
| 1997  | 200.636   |
| 2002  | 206.304   |

| Datum | Einwohner |
| ----- | --------- |
| 2007  | 202.933   |
| 2008  | 202.124   |
| 2009  | 201.188   |
| 2010  | 200.464   |
| 2011  | 199.443   |

| Datum | Einwohner |
| ----- | --------- |
| 2012  | 197.433   |
| 2013  | 196.607   |
| 2017  | 198.100   |
| 2018  | 198.213   |
| 2020  | 198.826   |

(jeweils zum 31. Dezember)
|  |

### Konfessionsstatistik
Gemäß der Volkszählung 2011 waren (Stand 9. Mai 2011) 61,2 % der Einwohner evangelisch, 6,7 % römisch-katholisch und 32,2 % waren Sonstige (konfessionslos, gehörten einer anderen Glaubensgemeinschaft an oder machten keine Angabe). Der Anteil der Protestanten an der Gesamtbevölkerung sinkt seitdem jährlich um 1 Prozentpunkt, während der Anteil der Sonstige jährlich um 1 Prozentpunkt steigt. Gemäß dem Zensus 2022 (Stand 15. Mai 2022) waren 49,4 % der Einwohner evangelisch, 6,5 % katholisch und 44,0 % waren Sonstige.

### Religion
Traditionell ist das Gebiet evangelisch-lutherisch geprägt. Die Gemeinden gehören zur Evangelisch-Lutherischen Landeskirche Hannovers. Nach dem Krieg haben sich durch Zuzug vieler Heimatvertriebener, Aussiedler aus Ostmittel- und Osteuropa sowie Gastarbeiter aus Südeuropa große katholische Gemeinden gebildet, die zum Bistum Hildesheim gehören. In den Orten Ringstedt und Holßel gibt es außerdem zwei Evangelisch-reformierte Kirchengemeinden, die zur Ev.-ref. Landeskirche in Leer gehören. Durch Kirchenaustritte sind die großen christlichen Kirchen Umstrukturierungsprozessen unterworfen. Ferner leben im Kreisgebiet u. a. Muslime, Angehörige von Freikirchen und Zeugen Jehovas.

## Politik

### Kreistag
Der Kreistag Cuxhaven besteht aus 58 Ratsfrauen und Ratsherren. Dies ist die festgelegte Anzahl für einen Landkreis mit einer Einwohnerzahl zwischen 175.001 und 200.000 Einwohnern. Die Mitglieder werden durch eine Kommunalwahl für jeweils fünf Jahre gewählt.
Das im Diagramm rechts dargestellte Wahlergebnis der Kreistagswahl am 12. September 2021 führte zu folgender Sitzverteilung im Kreistag:
- Linke: 1
- SPD: 19
- Grüne: 7
- BLC: 1
- FDP: 3
- FW: 1
- Tierschutz: 1
- CDU: 21
- Basis: 1
- AfD: 3

| Parteien und Wählergemeinschaften | Parteien und Wählergemeinschaften           | Prozent 2021 | Sitze 2021 | Prozent 2016 | Sitze 2016 | Prozent 2011 | Sitze 2011 | Prozent 2006 | Sitze 2006 |
| --------------------------------- | ------------------------------------------- | ------------ | ---------- | ------------ | ---------- | ------------ | ---------- | ------------ | ---------- |
| CDU                               | Christlich Demokratische Union Deutschlands | 36,0         | 21         | 39,1         | 23         | 39,7         | 23         | 46,2         | 29         |
| SPD                               | Sozialdemokratische Partei Deutschlands     | 32,7         | 19         | 34,7         | 20         | 38,1         | 22         | 37,9         | 24         |
| Grüne                             | Bündnis 90/Die Grünen                       | 12,4         | 07         | 08,5         | 05         | 10,9         | 06         | 05,6         | 03         |
| FDP                               | Freie Demokratische Partei                  | 05,4         | 03         | 02,9         | 02         | 02,3         | 02         | 05,6         | 03         |
| AfD                               | Alternative für Deutschland                 | 04,9         | 03         | 08,2         | 05         | 0–           | 0–         | 0–           | 0–         |
| FW                                | Freie Wähler                                | 02,3         | 01         | 02,5         | 01         | 04,1         | 03         | 0–           | 0–         |
| Tier                              | Partei Mensch Umwelt Tierschutz             | 01,9         | 01         | 0–           | 0–         | 0–           | 0–         | 0–           | 0–         |
| Linke                             | Die Linke                                   | 01,7         | 01         | 02,6         | 02         | 02,2         | 01         | 0–           | 0–         |
| BLC                               | Bürgerliste Cuxland                         | 01,3         | 01         | 0–           | 0–         | 0–           | 0–         | 0–           | 0–         |
| dieBasis                          | Basisdemokratische Partei Deutschland       | 00,7         | 01         | 0–           | 0–         | 0–           | 0–         | 0–           | 0–         |
| Übrige                            | weitere Wahlvorschläge                      | 00,8         | 0          | 00,5         | 0          | 02,7         | 05         | 04,7         | 03         |
| Gesamt                            | Gesamt                                      | 100          | 58         | 100          | 58         | 100          | 58         | 100          | 62         |
| Wahlbeteiligung                   | Wahlbeteiligung                             | 58,2 %       | 58,2 %     | 55,8 %       | 55,8 %     | 53,6 %       | 53,6 %     | 51,0 %       | 51,0 %     |

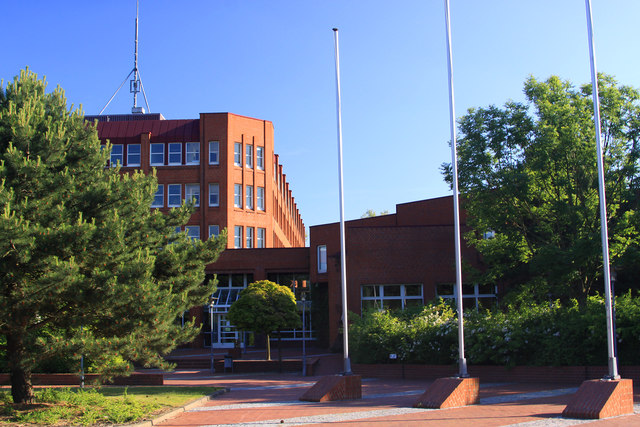
Das Kreishaus in Cuxhaven

Der Landrat gehört als 59. stimmberechtigtes Mitglied dem Kreistag an. Zum Vorsitzenden des Kreistages hat der Kreistag in seiner ersten Sitzung Jörg-Andreas Sagemühl (CDU) gewählt. Seine Stellvertreter sind Gerhard Tienken (SPD) und Marianne Peus (Grüne).

### Landräte und Oberkreisdirektoren seit 1977

#### Ehrenamtliche Landräte
- 1977–1991: Martin Steffen (CDU)
- 1991–2004: Martin Döscher (CDU)

#### Oberkreisdirektoren als Hauptverwaltungsbeamte
- 1977–1992: Jürgen H. Th. Prieß
- 1992–2004: Johannes Höppner

#### Hauptamtliche Landräte als Hauptverwaltungsbeamte
- 2004–2022: Kai-Uwe Bielefeld (parteilos)
- seit 2023: Thorsten Krüger (SPD)

### Wappen
Dem Landkreis Cuxhaven wurde am 11. Juni 1979 die Genehmigung zur Führung des Kommunalwappens erteilt. Das Wappen nimmt Motive aus denjenigen der Vorgängerkreise auf: Den Bischof Nikolaus aus dem Land Hadeln, den Schildfuß aus Wesermünde.
| Wappen Landkreis Cuxhaven | Blasonierung: Das Wappen des Landkreises Cuxhaven zeigt in Gold über von Rot und Silber wellenförmig geteiltem Schildfuß den Heiligen Bischof Nikolaus, in grünem, silbergerändertem Ornat, mit silbernen Schuhen und silbernem Krummstab, dessen Krümme in einer grünen vierblättrigen Rose endet, die rechte Hand zum Segen erhoben, mit silbernen Haaren und natürlicher Fleischfarbe. Wappenbegründung: Sein wellenförmig geteilter Schildfuß deutet auf die durch Deiche geschützten Marschen an Elbe und Wesermündung hin. Der heilige Bischof Nikolaus, Schutzpatron der Schiffer und Küstenbewohner, kommt im Landkreis Cuxhaven seit dem 13. Jahrhundert vor. |

### Flagge
Das Wappen wird in der Kreisflagge verwendet: Die Flagge des Landkreises Cuxhaven zeigt die Farben grün und weiß mit dem Wappen, das in der Mitte der Flagge angeordnet ist.

### Partnerschaften
Der Landkreis unterhält folgende Partnerschaften:
- Wiesen (Pfitsch), Südtirol (Italien)
- Landkreis Parchim, Mecklenburg-Vorpommern (Deutschland)

(Quelle unter:)

## Kultur und Sehenswürdigkeiten

### Museen
Das Museum gegenstandsfreier Kunst in Otterndorf zeigt abstrakte Kunst nach 1945. Die Werke bestehen aus Farben, Formen und Strukturen, ohne erkennbare Gegenstände oder Figuren. Das Museum wurde aus dem „Studio A“ entwickelt und wird seit 1976 vom Landkreis Cuxhaven getragen. Nach mehreren Standortwechseln befindet es sich heute in der Marktstraße 10. Seit 2007 trägt es seinen heutigen Namen. Neben Ausstellungen bietet das Kunstmuseum Führungen und Programme zur Kunstvermittlung an. Es ist eines der ältesten Kunstmuseen mit dem besonderen Fokus auf die gegenstandsfreie Kunst.
Das Museum Burg Bederkesa ist ein archäologisches und kulturhistorisches Museum in Bad Bederkesa im Landkreis Cuxhaven, Deutschland. Es wurde 1982 in der neu restaurierten Burg Bederkesa eingerichtet und zeigt reichhaltige Funde aus den mehr als 10.000 Fundplätzen des Landkreises Cuxhaven vom 4. Jahrtausend v. Chr. bis zur Neuzeit. Das Museum wird von der Archäologischen Denkmalpflege des Landkreises Cuxhaven getragen.
Das Kranichhaus - Museum des Landes Hadeln in Otterndorf präsentiert die Geschichte das Land Hadeln mit spannenden historischen Objekten.

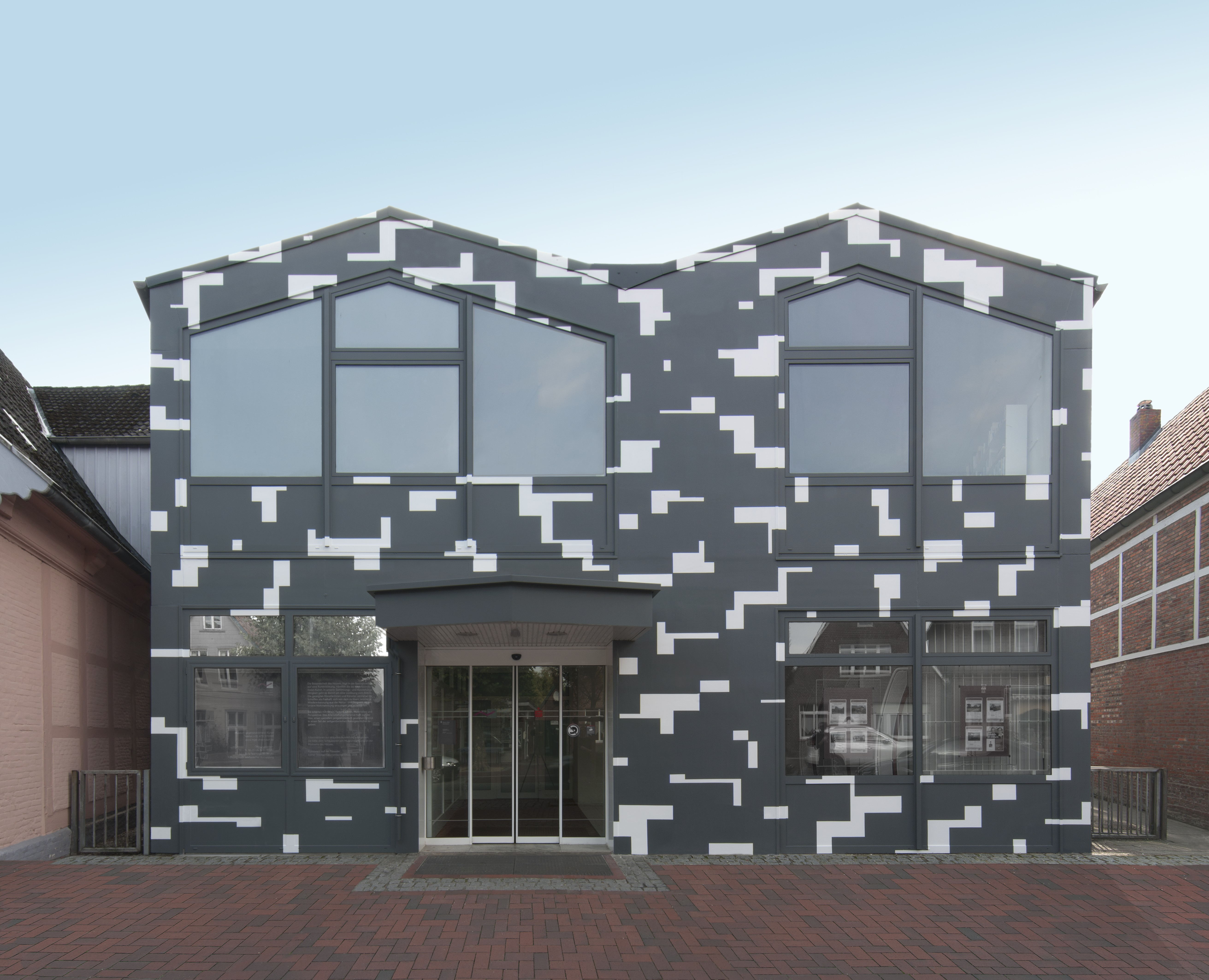
Museum gegenstandsfreier Kunst, Fassade: Esther Stocker, Geometrisches Glück, 2018, Marktstraße 10, Otterndorf

### Jüdische Friedhöfe
Für den Landkreis Cuxhaven sind acht jüdische Friedhöfe dokumentiert: in Bederkesa, Beverstedt, Cuxhaven, Dedesdorf-Eidewarden, Hagen im Bremischen, Midlum, Stotel und Wingst. Es sind schützenswerte Kulturdenkmäler – steinerne Zeugen für ehemals existierende jüdische Gemeinden und eines regen jüdischen Gemeindelebens, oftmals bis in die 1930er Jahre.

### Schutzgebiete
Im Landkreis und Stadt befinden sich neben Landschaftsschutzgebieten und Naturdenkmalen 44 ausgewiesene Naturschutzgebiete (Stand Februar 2017).
→ Siehe auch:
- Liste der Naturschutzgebiete im Landkreis Cuxhaven
- Liste der Landschaftsschutzgebiete im Landkreis Cuxhaven
- Liste der Naturdenkmale im Landkreis Cuxhaven
- Liste der geschützten Landschaftsbestandteile im Landkreis Cuxhaven

### Windmühlen
In der Liste von Windmühlen in Niedersachsen sind (2024) für den Landkreis Cuxhaven 13 erhaltene denkmalgeschützte Windmühlen aufgeführt.

### Vereine
- Zur Pflege kultureller Einrichtungen wurde der Landschaftsverband Stade als eingetragener Verein gegründet

## Wirtschaft und Infrastruktur
Wirtschaftliches Oberzentrum der Region und Sitz auch einiger niedersächsischer Einrichtungen (Finanzamt, Schulen) ist nicht die Stadt Cuxhaven, sondern die zum Land Bremen gehörende Seestadt Bremerhaven.
Im Zukunftsatlas 2016 belegte der Landkreis Cuxhaven Platz 343 von 402 Landkreisen, Kommunalverbänden und kreisfreien Städten in Deutschland und zählt damit zu den Regionen mit „Zukunftsrisiken“.

### Landwirtschaft
Ökonomische Grundlage des Landkreises ist, wie seit Jahrhunderten, immer noch die Landwirtschaft, wenn sie auch durch den Strukturwandel der letzten Jahrzehnte stark an Bedeutung verloren hat. Im Jahr 1979 wirtschafteten im Landkreis noch insgesamt 5167 Betriebe, 2001 nur noch 3126, davon 65 % im Haupterwerb. Die Zahl der Betriebe nimmt weiterhin mit steigender Tendenz ab. Die frei werdenden Flächen fallen in der Regel jedoch nicht brach, sondern werden meist vollständig von den verbleibenden Höfen übernommen.
Über 70 % des Kreisgebietes wird landwirtschaftlich genutzt (ca. 140.000 Hektar). Hiervon sind hinwiederum etwa 70 % Grünland und 30 % Ackerland. Die Grünlandflächen, mit Futterbau und Rindviehhaltung (85 % der Betriebe), dominieren in allen Moor- und Geestgebieten, aber besonders in der Marsch Landwürden und im Hadelner Sietland. Auf der Geest wird die Landschaft zusätzlich von den ausgedehnten Forst- und Waldgebiete geprägt. Von den 294.000 Rindern sind etwa 85.000 Milchkühe. Diese stellen damit die Existenzgrundlage der meisten Bauern dar. Dennoch ist der Viehbesatz mit 1,53 Großvieheinheiten je Hektar landwirtschaftlicher Nutzfläche verhältnismäßig niedrig, und den natürlichen Gegebenheiten angemessen. Die im Kreisgebiet gezüchteten Hochleistungstiere werden z. T. weltweit vermarktet.
Der spezialisierte Ackerbau (etwa 7 % der Betriebe), z. B. von verschiedenen Kohlsorten und anderen Gemüsesorten, sowie der Garten- und Obstbau (3,3 % der Betriebe), besonders von Äpfeln und Kirschen, konzentriert sich hingegen in den Marschgebieten (v. a. im Hadelner Hochland). Etwa 4,7 % der Betriebe (mit zunehmender Tendenz) widmen sich der Veredelung von Schweinen und Geflügel. In den Pferdezuchtvereinen Wesermünde und Land Hadeln sind insgesamt 1700 Zuchtstuten eingetragen. Auf Grund der Zuchtergebnisse genießen diese Vereine ein bundesweites Ansehen.
1999 arbeiteten noch etwa 10 % der Beschäftigten direkt in landwirtschaftlichen Betrieben, der größte Teil von ihnen als Familienarbeitskräfte. Die nachgelagerte Lebensmittelindustrie mit ihren Schlachthöfen, Molkereien, verarbeitenden Betrieben, Händlern und weiteren Dienstleistungen beschäftigt weitere 13 %.

### Tourismus
Von großer Bedeutung ist im Landkreis Cuxhaven der Tourismus. Insbesondere in den Cuxhavener Stadtteilen Duhnen, Döse und Sahlenburg, sowie in der Stadt Otterndorf, im Bad Bederkesa, und in den Sielhäfen von Dorum und Wremen, existiert eine dichte touristische Infrastruktur mit Hotels aller Kategorien, Campingplätzen, Gastronomie und Freizeiteinrichtungen. Auch in der Gemeinde Wingst werden viele Tagesausflugsziele und Übernachtungsangebote vorgehalten. Im Ahlenmoor befindet sich eine historische Moorbahnstrecke, die für den Tourismus und Umweltbildung genutzt wird. Zum Zwecke der Tourismuswerbung verwendet die Region für sich den Kunstbegriff „Cuxland“, bei dem es sich nicht um eine historische Landschaftsbezeichnung handelt.

### Seehafen
Wichtige Wirtschaftsfaktoren sind außerdem die hafenassoziierten Dienstleistungen in Cuxhaven und im außerhalb des Kreisgebietes gelegenen Bremerhaven. Beide Seehäfen sind unter anderem wichtige Standorte von Fischereiflotten, Frachthäfen und Seenotkreuzern.

### Sozial- und Bildungseinrichtungen
Kliniken
- Helios Klinik Cuxhaven der Helios AG (früher Stadtkrankenhaus)
- Krankenhaus Land Hadeln gGmbH, Otterndorf (Krankenhaus des Landkreises Cuxhaven 74,9 % und der Samtgemeinde Land Hadeln 25,1 %)
- Debstedt: Seeparkklinik Debstedt
- Außerdem:
  - Kreiskrankenhaus Osterholz in Osterholz-Scharmbeck (Landkreis Osterholz)
  - Kreisteil Hadeln: Krankenhaus Bremervörde und die Elbekliniken in Stade

Bildung
- Kreisgymnasium Wesermünde in Bremerhaven-Geestemünde, Humboldtstraße 12.
- Volkshochschule im Landkreis Cuxhaven mit Sitz in Langen (Geestland), Debstedter Straße 5a.
- Volkshochschule Cuxhaven, Abendrothstraße 16

### Verkehr

#### Schifffahrt
Traditionell von großer Bedeutung für die Region ist die Seefahrt. In Cuxhaven sowie im zum Kreisgebiet benachbarten Bremerhaven befinden sich Seehäfen, die wichtige Faktoren für den örtlichen Arbeitsmarkt bilden. Von touristischer Bedeutung ist die Binnenschifffahrt auf dem Hadelner Kanal und auf der Medem bei Otterndorf.

#### Eisenbahn

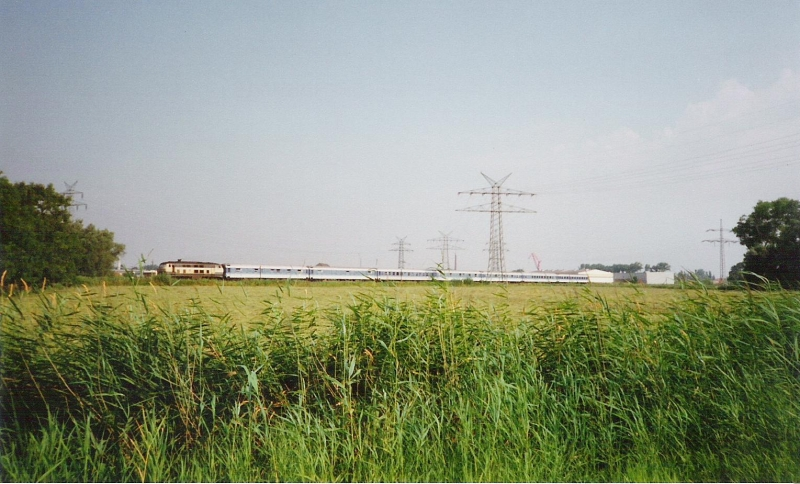
Ein Interregio bei Cuxhaven, ca. 1994

Das Kreisgebiet wurde 1862 von der Hannöverschen Staatsbahn zunächst nur im Süden mit der Bahnstrecke Bremen–Bremerhaven erschlossen. Erst 1881 erreichte die Unterelbesche Eisenbahngesellschaft Cuxhaven von Hamburg über Stade.
Die zweite Verbindung nach Cuxhaven schuf die Preußische Staatsbahn mit der Bahnstrecke Bremerhaven–Cuxhaven im Jahre 1896; sie nahm gleichzeitig die Nebenbahn Bremerhaven-Speckenbüttel–Bederkesa in Betrieb. 1899 folgte die Linie Bremerhaven–Bremervörde.
Die Kleinbahn Farge-Wulsdorf GmbH verkehrte seit 1911 parallel zur Unterweser und nannte sich später Niederweserbahn.
Der Endpunkt Itzwörden der seit 1899 von Stade ausgehenden Kehdinger Kreisbahn lag ebenfalls im heutigen Kreisgebiet.
Das Eisenbahnnetz von mehr als 160 km Länge wurde um über ein Viertel (46 km) reduziert:
- 1931: Sandstedt–Wurthfleth–Aschwarden–Farge Klb 15 km
- 1932: Stade–Freiburg–Itzwörden 1 km (Meterspur)
- 1964: Bremerhaven-Wulsdorf Klb–Welle–Lanhausen–Sandstedt 18 km
- 1968: Bremerhaven-Speckenbüttel–Langen–Bederkesa 17 km (heute Museumseisenbahn)

Die auf einer Militärbahn betriebene Straßenbahn Cuxhaven verkehrte nur einen Monat im Jahre 1914 zum Kurviertel Döse. Von der Straßenbahn Bremerhaven wurde von 1919 bis 1958 auch die Stadt Langen bedient.
Durch das Kreisgebiet führen heute die Bahnstrecken Bremen–Bremerhaven, Bahnstrecke Bremerhaven–Cuxhaven und Hamburg-Harburg–Cuxhaven der Deutschen Bahn, die Bahnstrecke Bremerhaven-Wulsdorf–Buchholz der Eisenbahnen und Verkehrsbetriebe Elbe-Weser, sowie die vom Landkreis selbst als öffentliches Eisenbahninfrastrukturunternehmen betriebene Bahnstrecke Bremerhaven–Bederkesa.

#### Straßen
Durch das Kreisgebiet verlaufen die Bundesautobahn A 27 sowie die Bundesstraßen B 6, B 71, B 73, B 437 und B 495. Die Vorzugsvariante der geplanten Bundesautobahn A 20 läuft durch das südliche Kreisgebiet.

#### Flugverkehr
In Nordholz befindet sich der überwiegend militärisch genutzte Flughafen Cuxhaven-Nordholz. Dieser ist der größte Militärflugplatz Deutschlands, soll aber auch für den privaten Flugverkehr stärker ausgebaut werden. Zudem ist die Landebahn offiziell als Notlandebahn für das Spaceshuttle der NASA ausgewiesen.

### Lokalzeitungen
Lokalzeitungen sind die Cuxhavener Nachrichten und die Niederelbe-Zeitung. Zusammen verfügen sie über eine Auflage von ca. 15000 Exemplaren. Beide Zeitungen befinden sich zum Teil im Besitz der SPD – eigenen Konzentration GmbH. Vorherige Zeitungsprojekte wie die Cuxhavener Presse befanden sich komplett im Besitz der SPD. Außerdem die in Bremerhaven erscheinende Nordsee-Zeitung. Neben den beiden örtlichen Lokalzeitungen gibt es auch das Anzeigenblatt Elbe-Weser-Kurier sowie das Sonntagsjournal der NZ.

## Ehrenring des Landkreises Cuxhaven (Ehrenringträger)
Der Ehrenring des Landkreises Cuxhaven ist die höchste Auszeichnung, die der Landkreis vergibt. Seit 1991 ist er verliehen worden an
- Annette Faße (Geestland-Imsum)
- Kai-Uwe Bielefeld (Cuxhaven)
- Johann Lüdemann (Geestland-Langen)
- Martin Bensen (Beverstedt)
- Henry Böhack (Altenbruch)
- Dr. Klaus Döhner (Midlum)
- Ehren-Landrat Martin Döscher (Köhlen)
- Hermann Gerken (Otterndorf, 2012)
- Wolf-Dieter Lutz (Wremen, 2006)
- Jürgen H. Th. Prieß (Cuxhaven, 1991)
- Ehren-Landrat Martin Steffen (Lamstedt)

## Kfz-Kennzeichen
Am 1. Juli 1956 wurde der kreisfreien Stadt Cuxhaven bei der Einführung der bis heute gültigen Kfz-Kennzeichen das Unterscheidungszeichen CUX zugewiesen. Mit Gründung des Landkreises Cuxhaven 1977 wurde dieses für den gesamten Landkreis übernommen und ersetzte somit auch die bisherigen Kennzeichen WEM (Wesermünde) und OTT (Land Hadeln, Kreisstadt Otterndorf). Es wird im Landkreis Cuxhaven durchgängig bis heute ausgegeben.

## Bekannte Personen
- Ina Müller (* 1965 in Köhlen), Sängerin, Musikkabarettistin, Buchautorin und Fernsehmoderatorin
- André Hahn (Fußballspieler)
- Constantin Schreiber, Journalist, Tagesschausprecher
- Jochen Bendel (* 1967 in Alzenau), Moderator, Autor